# Campioni italiani assoluti di atletica leggera - Staffetta 4×200 metri femminile
Questa pagina raccoglie un elenco di tutte le campionesse italiane dell'atletica leggera nella staffetta 4×200 metri, inserita nel programma dei campionati italiani assoluti di atletica leggera femminili dal 1970 al 1976 e nel 1989.

## Albo d'oro
| Anno      | Società (atlete)                                                                             | Prestazione           |
| --------- | -------------------------------------------------------------------------------------------- | --------------------- |
| 1970      | Libertas San Saba Roma Laura Nappi Luigina Tonelli Antonella Battaglia Michela Poggipollini  | 1'41"1(m)             |
| 1971      | CUS Roma Alessandra Battaglia Laura Clarke Ileana Ongar Gabriella De Girolami                | 1'41"4(m)             |
| 1972      | CUS Roma Anna Pomponi Olga Cattaneo Laura Materassi Mariella Bonsangue                       | 1'42"9(m)             |
| 1973      | Libertas San Saba Roma Luigina Tonelli Annunziata Ambroglini Antonella Battaglia Laura Nappi | 1'39"6(m)             |
| 1974      | Libertas San Saba Roma Luigina Tonelli Annunziata Ambroglini Antonella Battaglia Laura Nappi | 1'40"2(m)             |
| 1975      | Fiat Torino Olga Perrone Carla Tozzi Donata Govoni Maddalena Grassano                        | 1'38"9(m)             |
| 1976      | Fiat OM Brescia Tiziana Campani Anna Maria Lugoboni Donata Guatta Adriana Carli              | 1'39"44               |
| 1977-1988 | Gara non in programma                                                                        | Gara non in programma |
| 1989      | SNIA BPD Milano Rossella Tarolo Marinella Signori Marisa Masullo Francesca Carbone           | 1'35"52               |